# آنجلو آنکویلتی
آنجلو آنکویلتی (به ایتالیایی: Angelo Anquilletti) بازیکن فوتبال و مدافع اهل ایتالیا بود که از سال ۱۹۶۹ میلادی عضو تیم ملی فوتبال ایتالیا بوده و در ۲ بازی ملی حضور داشت. او در بازی‌های ملی‌اش گلی به ثمر نرساند.
آنجلو آنکویلتی آخرین بازی ملی خود را در سال ۱۹۶۹ میلادی انجام داد.